# Tagulis
Tagulis is een geslacht van spinnen uit de  familie van de Thomisidae (krabspinnen).

## Soorten
- Tagulis granulosus Simon, 1895
- Tagulis mystacinus Simon, 1895